# Rieden (Altdorf bei Nürnberg)
Rieden war eine Gemeinde im Landkreis Nürnberger Land (Mittelfranken, Bayern). Die Gemarkung Rieden existiert heute noch und hat eine Fläche von 7,059 km². Sie ist in 1361 Flurstücke aufgeteilt, die eine durchschnittliche Flurstücksfläche von 5186,62 m² haben. In ihr liegen die Gemeindeteile Oberrieden und Unterrieden.

## Geschichte
Der Name Rieden, der verwaltungsintern und in den Namen von Vereinen genutzt wird, ist nur als Gesamtbezeichnung für die beiden Orte Ober- und Unterrieden und als Flurbezeichnung zu sehen. Rieden wurde früher auch als Rüden bezeichnet.
Ober-Rieden wurde als ein auf dem Berge von Raschbach gelegenes Dorf mit vier ganzen und fünf halben Gütern, 14 Herdstätten und etwa 100 Einwohnern beschrieben. Unter-Rieden, zumindest zeitweilig auch Nieder-Rieden, liegt gleich darunter am Rieder-Berge. Es hat nur 31⁄2 Höfe, aber 16 bis 20 Herdstätten und ungefähr 130 Einwohner.
Mit dem Gemeindeedikt (frühes 19. Jahrhundert) entstand der Steuerdistrikt Oberrieden. Zu diesem gehörten Adelheim, Hegnenberg, Pühlheim, Raschbach und Unterrieden. Zugleich entstand die Ruralgemeinde Unterrieden, zu der Oberrieden gehörte. Sie unterstand in Verwaltung und Gerichtsbarkeit dem Landgericht Altdorf. Im Jahr 1865 wurde der Gemeindename in „Rieden“ geändert. Im Zuge der Gebietsreform in Bayern wurde die Gemeinde am 1. Januar 1978 nach Altdorf eingegliedert.

## Einwohnerentwicklung
| Jahr          | 1910 | 1933 | 1939 |
| Einwohnerzahl | 400  | 354  | 341  |